# Lago di Cancano II
Il lago di Cancano II  è un bacino idrico artificiale contiguo al lago di San Giacomo, di proprietà della A2A S.p.A., sito nella valle di Fraele nel comune di Valdidentro, non lontano da Bormio, rinomata località turistica della Valtellina in provincia di Sondrio. 
Questo invaso è alimentato, nel complesso, dalle acque del fiume Adda, che nasce non lontano dai due bacini sul monte Ferro, nonché dalle portate del canale dello Spöl, del canale Gavia-Forni-Braulio e del nuovo canale Viola Bormina. La portata complessiva dell'invaso Cancano II e di San Giacomo è di 187 milioni di metri cubi di acqua: essi alimentano la centrale idroelettrica di Premadio, sita anch'essa nel comune di Valdidentro.

## Caratteristiche tecniche

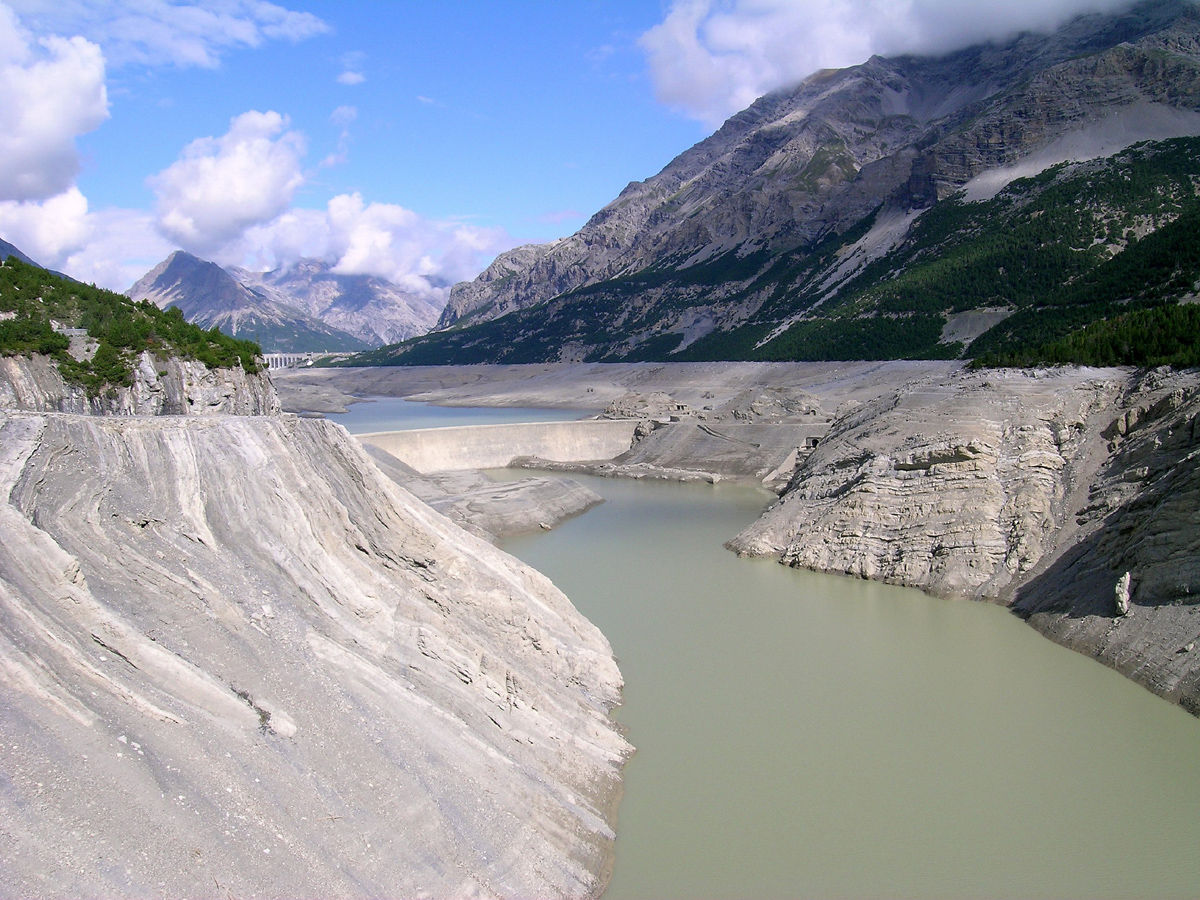
Il bacino in fase di riempimento

La diga di Cancano II, o diga di Fraele, ha una capacità di 123 milioni di metri cubi d'acqua e la sua quota di coronamento è collocata a 1902 metri sul livello del mare. Il suo bacino è alimentato dalle acque provenienti dall'invaso confinante e da nuovo canale Viola.

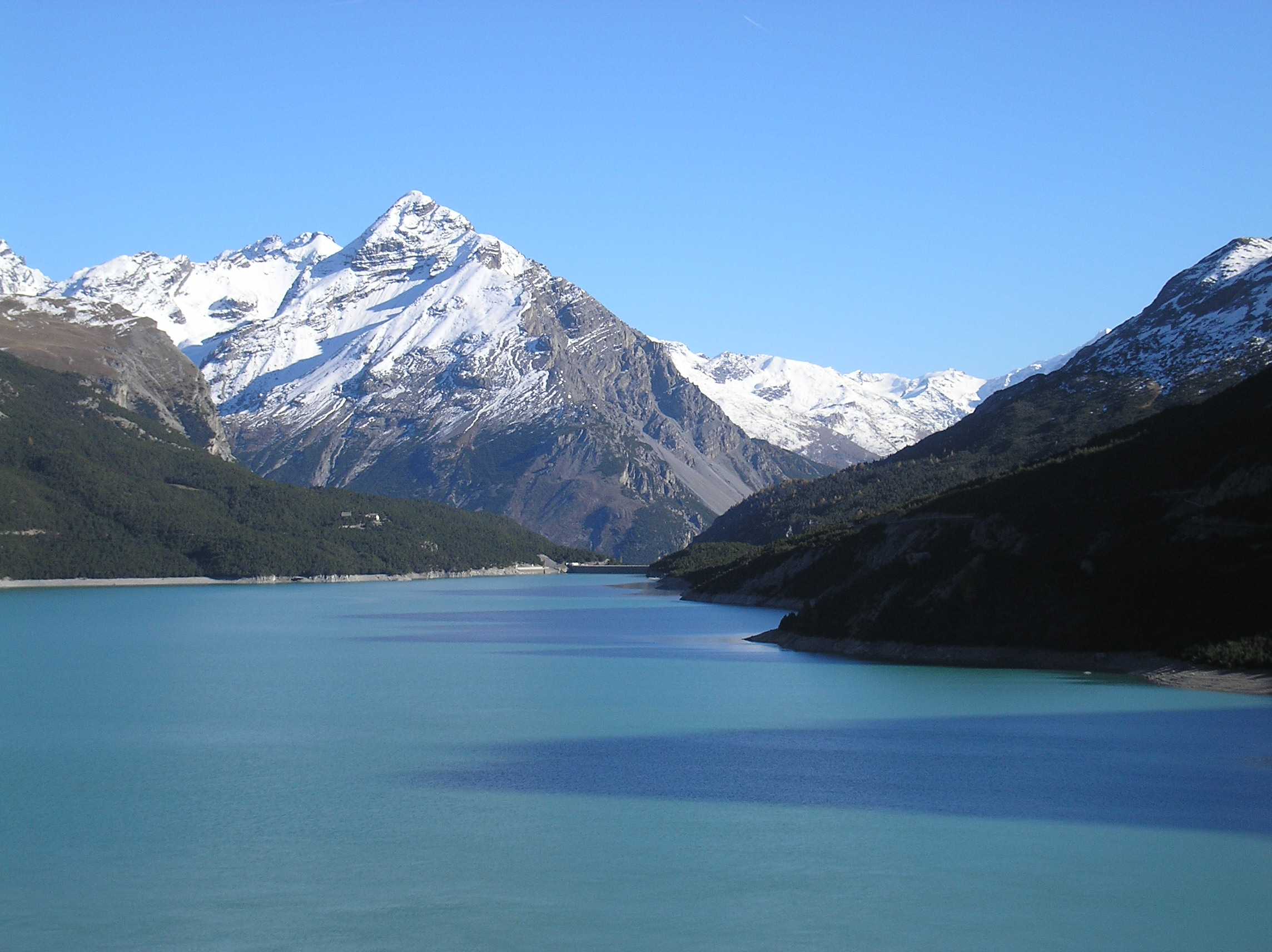
Il Lago di Cancano II in autunno

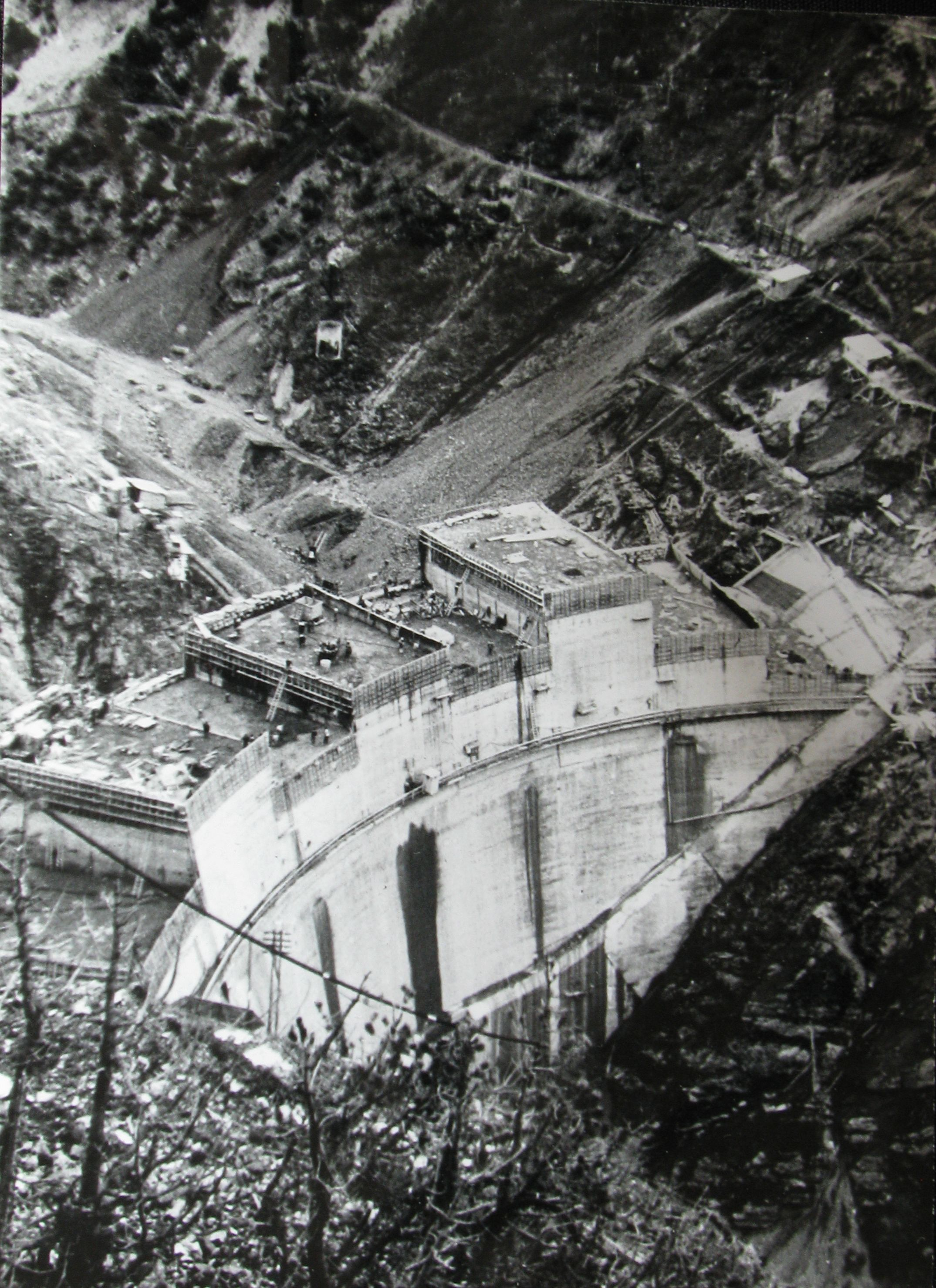
La diga in fase di costruzione

La diga è di tipo ad arco gravità ed ha un'altezza massima di 136 metri. La lunghezza del coronamento è di 381,367 metri.

## Storia
La diga di Cancano I (o diga di Fraele) venne completata nel 1928, a seguito dei lavori intrapresi a partire dal 1922, nella val di Fraele. Essa fu del tipo ad arco-gravità, e avrebbe dovuto creare un enorme bacino di oltre 20 milioni di metri cubi d'acqua, che avrebbe dovuto alimentare la piccola centrale elettrica di Fraele. Questo piccolo invaso si rivelò però insufficiente e venne sostituito dalla nuova diga di San Giacomo, costruita più a monte.
A seguito della crescente domanda di elettricità l'Azienda Elettrica Municipale di Milano decise di realizzare una nuova diga. I lavori cominciarono nel 1953 e terminarono tre anni dopo nel 1956, serrando la valle a quota 1900 metri sul livello del mare attraverso la costruzione di uno sbarramento con la modalità dell'arco a gravità, già utilizzato per la vecchia diga di Cancano I.
L'allagamento del bacino comportò la sommersione della vecchia centrale elettrica alimentata dalle acque provenienti dal bacino di San Giacomo e la sommersione della vecchia diga di Cancano I. Queste due opere sono tuttora visibili quando la diga di Cancano II è vuota.

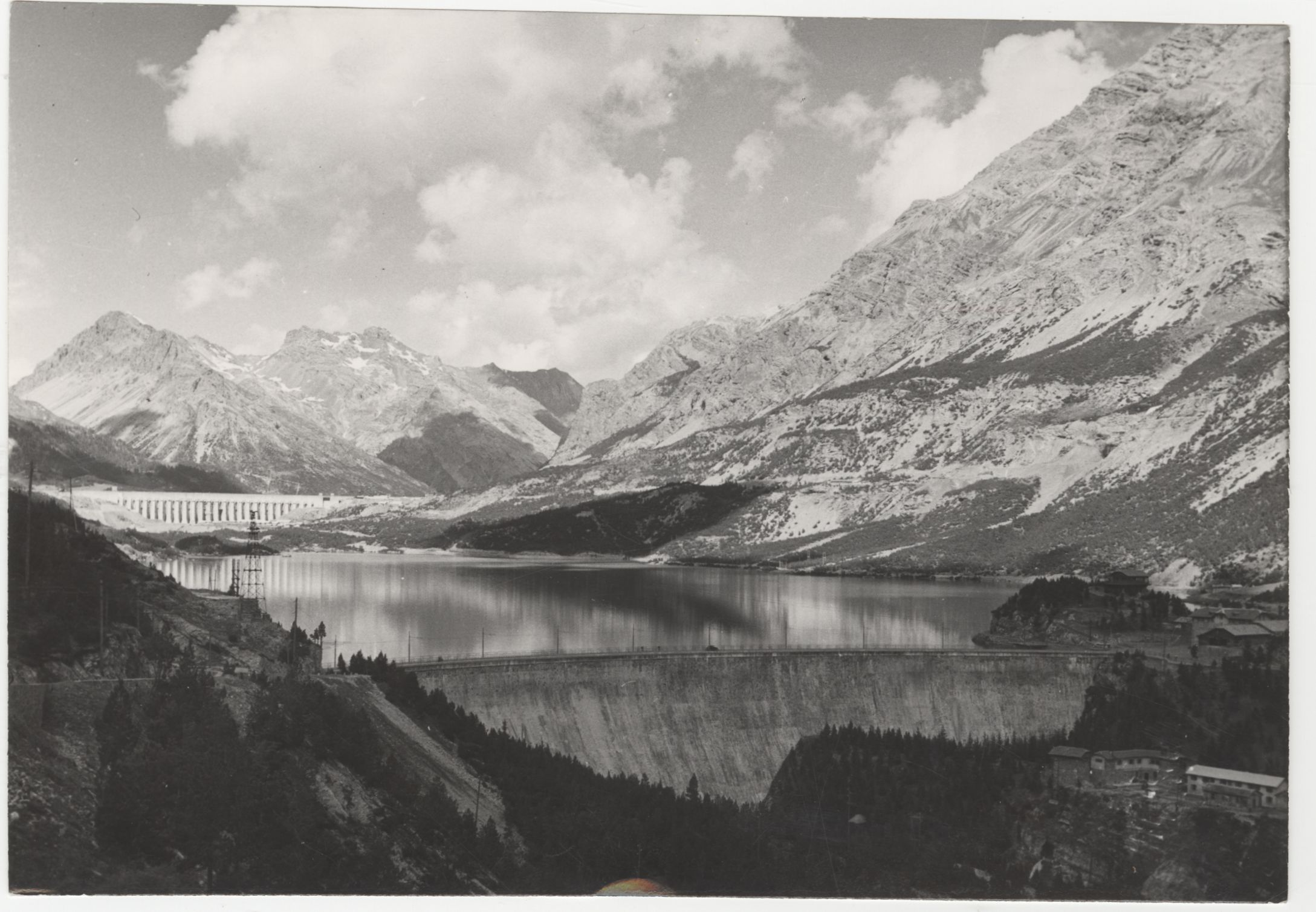
La diga di Cancano, 1957 (Archivio storico del Touring Club Italiano)